# Apasionada (telenovela mexicana)
Apasionada fue una telenovela mexicana producida en 1964 para Telesistema Mexicano, producida por Ernesto Alonso. Protagonizada por Carmen Montejo y José Gálvez.

## Elenco
- Carmen Montejo... Graciela
- José Gálvez... Mauricio
- Anita Blanch... Josefina
- Yolanda Ciani... Martha
- Zoila Quiñones... Lourdes
- Graciela Lara... La Nena
- Eva Calvo... Estela
- Enrique Arriola